# Dicrotendipes obrienorum
Dicrotendipes obrienorum är en tvåvingeart som beskrevs av Epler 1987. Dicrotendipes obrienorum ingår i släktet Dicrotendipes och familjen fjädermyggor. Inga underarter finns listade i Catalogue of Life.